# 庫拉馬鄉

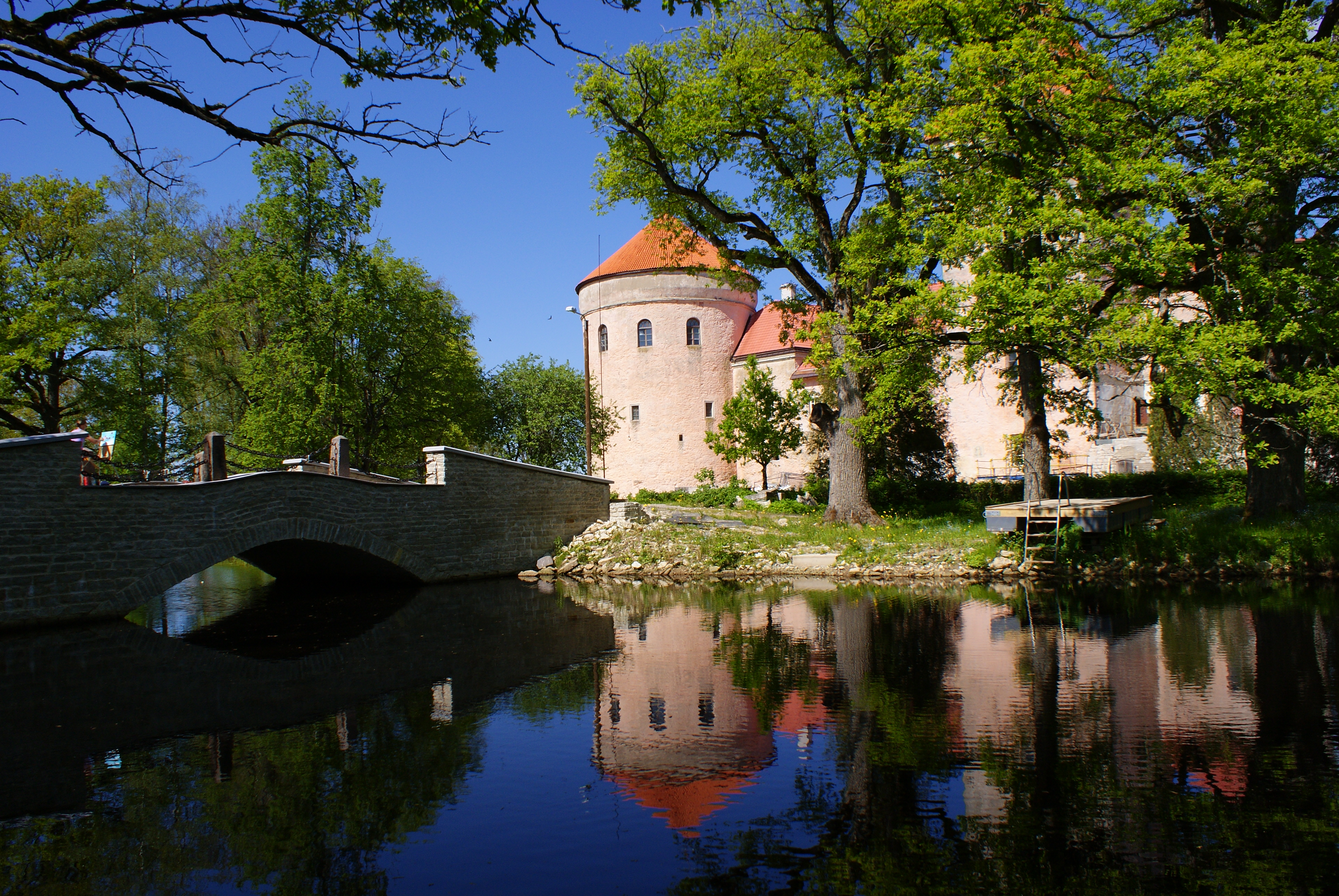
科卢韦雷庄园前的石桥

庫拉馬鄉，曾是愛沙尼亞萊內縣的一個鄉村型市镇，位於該國西部，行政中心設於庫拉馬，面積225平方公里，2006年人口1,398，人口密度每平方公里6人。
2017年爱沙尼亚行政改革后，库马拉市镇与其他市镇一起合并为新的莱内-尼古拉市镇。
58°52′44″N 24°04′55″E / 58.879°N 24.082°E